# Rezolucja Rady Bezpieczeństwa ONZ nr 1700

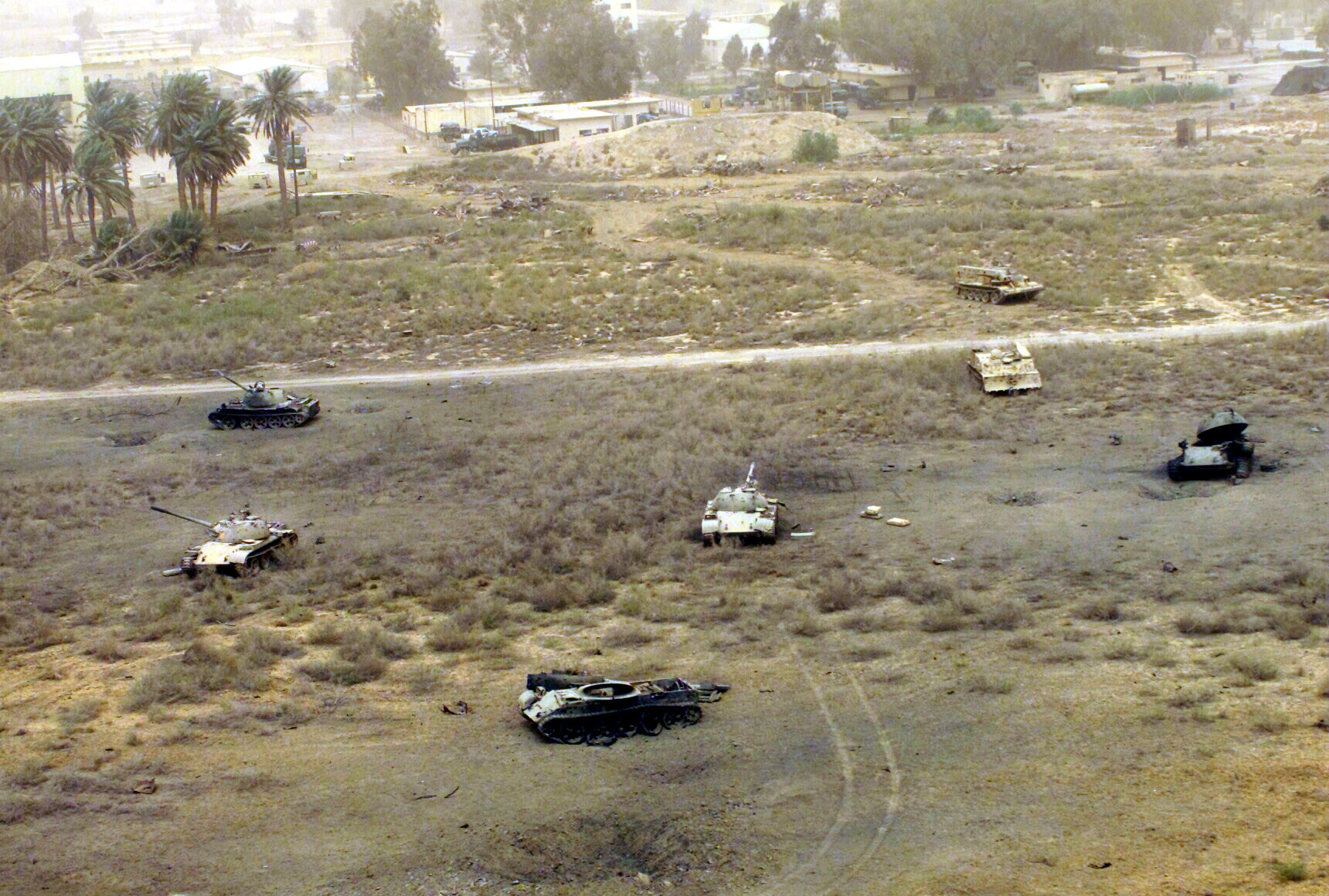
Zniszczone czołgi w Iraku

Rezolucja Rady Bezpieczeństwa ONZ nr 1700 została jednogłośnie uchwalona przez Radę 10 sierpnia 2006.
Rezolucja przedłuża mandat Misji Pomocy Narodów Zjednoczonych dla Iraku (UNAMI) na kolejny okres 12 miesięcy. Mandat ten został utworzony na mocy rezolucji 1500 (2003) i od tego czasu został przedłużony na podstawie rezolucji 1557 (2004) i 1619 (2005).